# ساختمان داکوتا

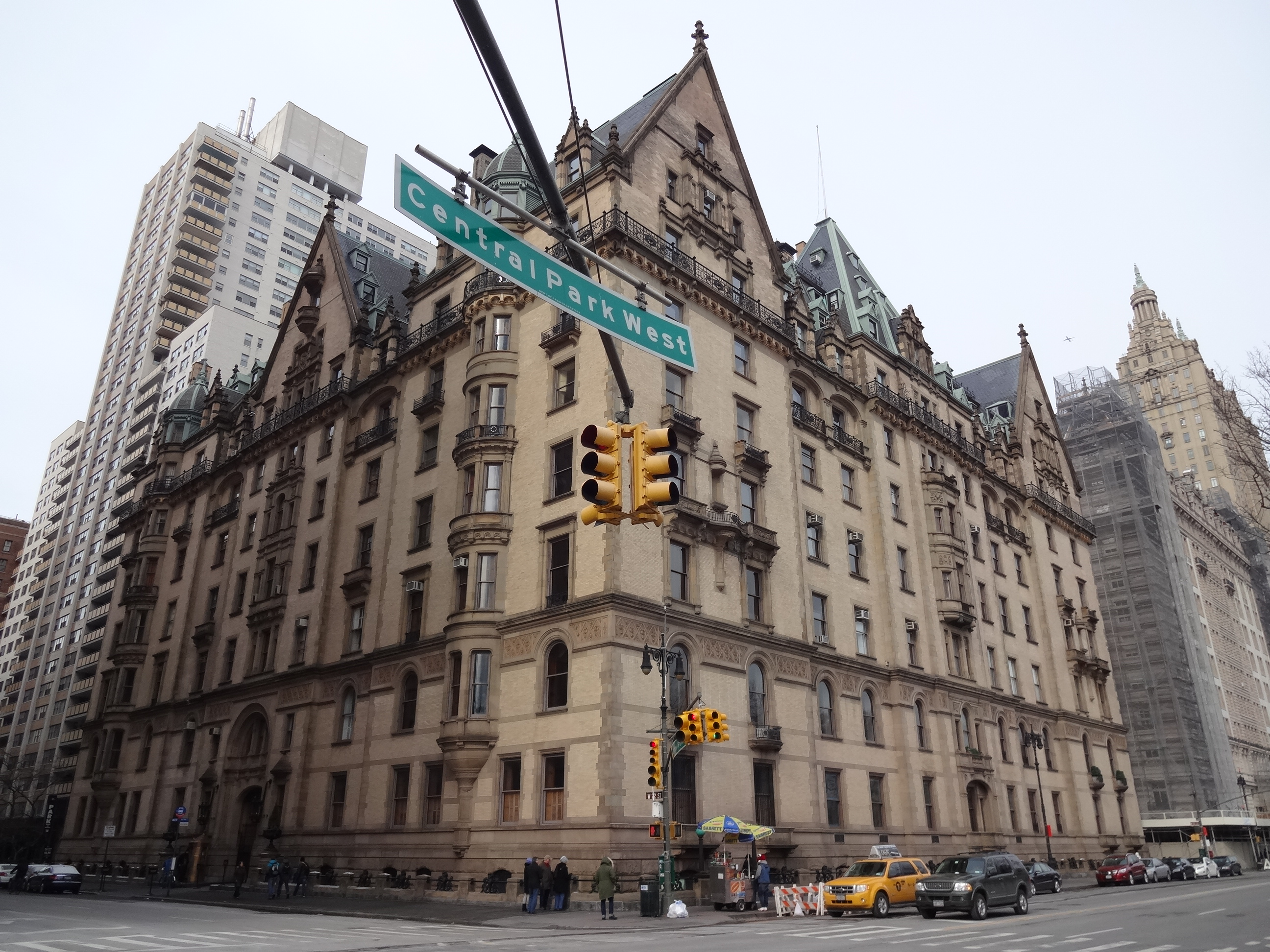
نمایی از ساختمان داکوتا در نیویورک.

ساختمان داکوتا (به انگلیسی: The Dakota) یکی از قدیمی‌ترین و گران‌ترین ساختمان‌های مسکونی در محله منهتن شهر نیویورک است  که در مجاورت پارک مرکزی نیویورک قرار دارد.
شُهرت ساختمان داکوتا بیشتر بخاطر قدمت تاریخی آن و ساکنین معروف و مشهوری است که در آن زندگی کرده یا می‌کنند.

## تاریخچه
ساختن ساختمان داکوتا از سال ۱۸۸۰ تا ۱۸۸۴ به طول انجامید. آرشیتکت ساختمان داکوتا، هنری هاردنبرگ بود که از طراحان بنام آنزمان در آمریکا بود. ساختمان داکوتا به شکل حرف U (که نوع خاصی از طراحی قرن ۱۸ میلادی است) طراحی و ساخته شده است.
از جمله افراد مشهوری که در ساختمان داکوتا زندگی می‌کردند، می‌توان به خواننده انگلیسی گروه بیتلز، جان لنون اشاره کرد که در جلوی ساختمان فوق به ضرب گلوله به قتل رسید.
همچنین در چند کتاب داستانی و فیلم به ساختمان داکوتا اشاره شده است.

## ساکنین مشهور

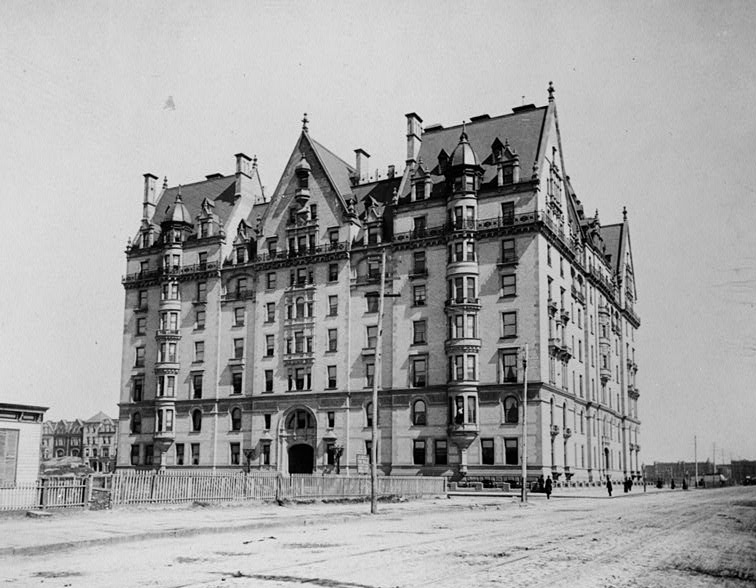
تصویر این ساختمان در سال ۱۸۸۰.

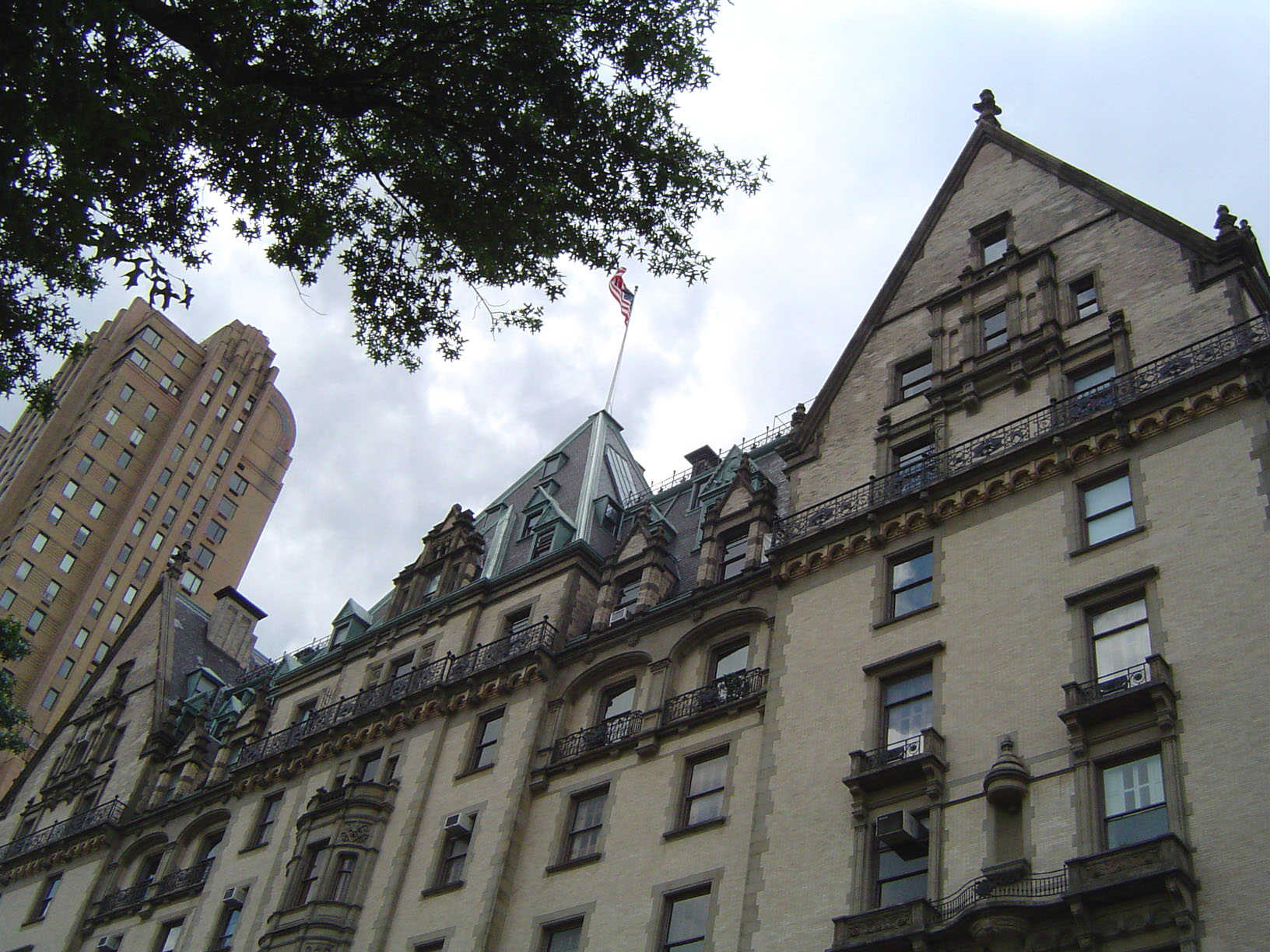
نمای نزدیک ساختمان داکوتا، در حالی که نوک برج The Majestic در پشت آن دیده می‌شود.

ساختمان داکوتا خانه افراد مشهوری همچون:
- بونو و همسرش اَلی هیوسن
- لورن باکال
- کانی چانگ
- حوزه فرر
- لئونارد برنشتاین
- چارلز هنری فورد
- جودی گارلند
- جودی هالیدی
- ویلیام اینگ
- جان لنون
- یوکو اونو
- شان لنون، پسر جان و یوکو
- موری پویچ
- گیلدا رندر
- رکس رید
- جان مدِن
- کارسون مک‌کولرز
- میلز لِین
- پل سایمون
- استینگ
- ادگار جی. شِریک
- روبرتا فِلَک